# Joe Hansen
Joseph T. Hansen, beter bekend als Joe Hansen, is een Amerikaans vakbondsleider en huidig voorzitter van de United Food and Commercial Workers (UFCW) en de UNI Wereldvakbond.

## Levensloop
Hansens professionele carrière begon als beenhouwer in 1962 bij de National Food store te Milwaukee. Als vakbondsmilitant, werd hij al snel vrijwillig organisator van Local 73 van de Amalgamated Meat Cutters and Butcher Workmen of North America (AMCBW). In 1973 werd hij bij deze vakcentrale aangeworven als afgevaardigde.
In 1979 fusioneerde voorgenoemde organisatie met de Retail Clerks Union (RCU) tot de United Food and Commercial Workers (UFCW). Voor deze vakcentrale werd hij in 1979 aangesteld als regioverantwoordelijke van Northcentral te Minnesota en een jaar later verkozen tot een van de Internationale vicevoorzitters van deze organisatie. In 1990 werd Hansen aangesteld als regioverantwoordelijke van de Pacific te Californië. Nog eens vier jaar later werd hij directeur van de UFCW-afdeling Processing, packing and Manufacturing.
In 1997 werd hij verkozen tot UFCW International secretaris-penningmeester. Vier jaar later, tijdens het eerste UNI Wereldvakbond-congres te Berlijn (2001), werd hij verkozen tot voorzitter. In deze functie zou hij, tijdens het daaropvolgende congres te Chicago in 2005, herverkozen worden. Een jaar eerder ('04) werd hij verkozen tot internationaal voorzitter van de UFCW en bevestigt in deze functie in 2008.
Daarnaast was hij een van de oprichters (en sinds 2010 voorzitter) van de Change to Win Federation, een vakbondsorganisatie die werd opgericht nadat de UFCW de American Federation of Labor and Congress of Industrial Organizations (AFL-CIO) had verlaten. Ten slotte maakt hij sinds maart 2005 deel uit van de 14-koppige Citizens' Health Care Working Group, een raad die werd opgericht door het Amerikaans Congres met een adviserende rol op het vlak van gezondheidszorg.

## Citaat
"I believe the time is now to bring new hope to American workers and their families." 